# James Taylor
James Vernon Taylor (Boston, 1948. március 12. –) hatszoros Grammy-díjas amerikai énekes-dalszerző, gitáros. 2000-ben beiktatták a Rock and Roll Hall of Fame-be. Több, mint százmillió lemezt adott el világszerte.
1970-ben ért el áttörést, a "Fire and Rain" című dalával. A Carole King által írt "You've Got a Friend" című dal az első helyet szerezte meg a slágerlistán. 1976-os Greatest Hits című válogatáslemeze gyémánt minősítést szerzett. 1977-es JT című lemeze óta nagy közönséget szerzett magának. Az összes 1977 és 2007 között eladott lemeze több, mint egymillió példányban kelt el. A 2015-ös Before This World című lemeze az első helyet szerezte meg a Billboard 200-as listán. Zenéjét a folk rock, rock, pop, blues, country és soft rock műfajokba sorolják.

## Élete
1948. március 12-én született Bostonban, a Massachusetts General Hospital kórházban. Apja, Isaac M. Taylor ebben a kórházban dolgozott. Gazdag családból származik. Angol és skót felmenőkkel rendelkezik. Anyja, Gertrude (születési nevén Woodard; 1921–2015) Marie Sundeliusszal együtt tanult énekelni a New England Conservatory of Music zenekonzervatóriumban. Operaénekesnek készült, majd 1946-ban összeházasodott Isaac-kel. Testvérei szintén zenészek. Testvére, Hugh szintén zenész. Ő később kilépett a zeneiparból; 1989 óta egy szállót üzemeltet.
1951-ben Taylor az Észak-Karolina állambeli Chapel Hillbe költözött a családjával. Isaac asszisztens lett a University of North Carolina School of Medicine egyetemen. A jelenlegi Morgan Creek Road területén építettek egy házat. Chapel Hillben járt iskolába. 1953-tól kezdve a család a Martha's Vineyard-szigeten nyaralt.
Gyerekkorában csellózni tanult, majd 1960-ban gitározni kezdett. Martha's Vineyard-on ismerkedett össze Danny Kortchmar gitárossal. Együtt kezdtek blues- és folkzenét hallgatni és játszani. Első dalát 14 éves korában szerezte. Taylor és Kortchmar több Martha's Vineyard-beli kávéházban felléptek, "Jamie & Kootch" néven.
1961-ben a Milton Akadémián folytatta tanulmányait, de első éve során kilépett az iskolából, ugyanis nem érezte jól magát a környezetben, annak ellenére, hogy jól teljesített. A Milton igazgatója később ezt mondta: "James sokkal érzékenyebb volt, mint a legtöbb tanuló." Később hazatért Észak-Karolinába, hogy befejezze a félévet a Chapel Hill High Schoolban. Itt csatlakozott a The Corsayers (később The Fabulous Corsairs) együtteshez. 1964-ben kiadtak egy kislemezt, melynek B-oldalán Taylor "Cha Cha Blues" című dala található. Visszatért a Milton Akadémiára, és több egyetemre is benyújtotta a jelentkezését. Azonban úgy érezte, hogy "egy olyan élet része lett, amelyben nem tudná élni", így depressziós lett. 20 órát aludt naponta, a jegyei pedig rosszabbak lettek. 1966-ban diplomázott.

## Magánélete
1972-ben vette feleségül Carly Simon énekesnőt; 1983-ban elváltak. Gyermekeik, Sally és Ben szintén zenészek. Taylor 1985. december 14-én házasodott össze Kathryn Walker színésznővel. Segített Taylornak legyőzni a heroinfüggőségét, de 1996-ban elváltak.
1995-ben kezdett járni Caroline "Kim" Smedviggel. 2001. február 18-án házasodtak össze. 2001 áprilisában ikreik születtek: Rufus és Henry. Ezt követően a massachusettsi Lenox-ba költöztek.

## Diszkográfia
- James Taylor (1968)
- Sweet Baby James (1970)
- Mud Slide Slim and the Blue Horizon (1971)
- One Man Dog (1972)
- Walking Man (1974)
- Gorilla (1975)
- In the Pocket (1976)
- JT (1977)
- Flag (1979)
- Dad Loves His Work (1981)
- That's Why I'm Here (1985)
- Never Die Young (1988)
- New Moon Shine (1991)
- Hourglass (1997)
- October Road (2002)
- A Christmas Album (2004)
- James Taylor at Christmas (2006)
- Covers (2008)
- Before This World (2015)
- American Standard (2020)[42]